# Зубарева, Хариесса Арсениевна
Харие́сса Арсе́ниевна Зу́барева (в девичестве — Сы́рнева) (1 января 1883, Курчум, Екатерининская волость, Нолинский уезд, Вятская губерния, Российская империя — 19 января 1968, Уржум, Кировская область, РСФСР, СССР) — русский советский педагог. Заведующая, учитель начальных классов школ с. Марисола, д. Большие Ключи Сернурского района Марийской автономной области / Марийской АССР (1915―1951). Заслуженный учитель школы РСФСР (1951). Кавалер ордена Ленина (1949).

## Биография
Родилась в 1883 году в с. Курчум ныне Сунского района Кировской области в семье дьякона Яранского уезда.
В 1901 году окончила Вятское епархиальное женское училище. По окончании училища — помощник учителя и учитель в Уржумском уезде Вятской губернии. Вышла замуж за крестьянина из с. Косолапово Уржумского уезда (ныне Мари-Турекский район Марий Эл).
С 1915 года — заведующая Больше-Ключевской земской школой, с 1924 года — учитель начальных классов школы с. Марисола, с 1933 года — школы д. Большие Ключи Сернурского района Марийской автономной области / Марийской АССР.
В 1951 году ей присвоено почётное звание «Заслуженный учитель школы РСФСР». Награждена орденом Ленина.
Скончалась 19 января 1968 года в Уржуме Кировской области.

## Признание заслуг
- Заслуженный учитель школы РСФСР (1951)[2][3]
- Орден Ленина (1949)[2][3][7]
- Медаль «За доблестный труд в Великой Отечественной войне 1941—1945 гг.»[7]